# 2010년 장애인 아시안 게임
2010년 장애인 아시안 게임은 2010년 12월 12일부터 12월 19일까지 중국 광둥성 광저우에서 열린 장애인 아시안 게임이다. 45개국 5,000여명이 참석했으며, 대한민국은 300명의 선수가 파견되었다.

## 경기 종목
- 패럴림픽 종목(19): 양궁, 육상, 보치아, 사이클, 5인제 축구(시각 장애), 7인제 축구(뇌성마비), 골볼, 유도, 역도, 조정, 요트, 사격, 수영, 탁구, 배구, 휠체어 농구, 휠체어 펜싱, 휠체어 럭비, 휠체어 테니스
- 비패럴림픽 종목(3): 배드민턴, 볼링, 휠체어 댄스 스포츠

## 참가국
아시아 패럴림픽 위원회 소속 41개국이 참가했다.
- 아프가니스탄 (2)
- 바레인 (13)
- 방글라데시 (11)
- 브루나이 (10)
- 캄보디아 (6)
- 중국 (464) (개최국)
- 홍콩 (110)
- 인도 (101)
- 인도네시아 (20)
- 이란 (162)
- 이라크 (80)
- 일본 (225)
- 요르단 (23)
- 카자흐스탄 (63)
- 대한민국 (203)
- 쿠웨이트 (36)
- 키르기스스탄 (1)
- 라오스 (10)
- 레바논 (8)
- 마카오 (14)
- 말레이시아 (115)
- 몽골 (37)
- 미얀마 (17)
- 네팔 (7)
- 오만 (6)
- 파키스탄 (35)
- 팔레스타인 (13)
- 필리핀 (35)
- 카타르 (12)
- 사우디아라비아 (19)
- 싱가포르 (25)
- 스리랑카 (79)
- 시리아 (10)
- 중화 타이베이 (76)
- 타지키스탄 (5)
- 태국 (202)
- 동티모르 (12)
- 투르크메니스탄 (9)
- 아랍에미리트 (47)
- 우즈베키스탄 (27)
- 베트남 (55)

## 메달 집계
| 순위 | 국가           | 금메달 | 은메달 | 동메달 | 합계 |
| ---- | -------------- | ------ | ------ | ------ | ---- |
| 1    | 중국           | 185    | 118    | 88     | 391  |
| 2    | 일본           | 32     | 39     | 32     | 103  |
| 3    | 대한민국       | 27     | 43     | 33     | 103  |
| 4    | 이란           | 27     | 24     | 29     | 80   |
| 5    | 태국           | 20     | 34     | 39     | 93   |
| 6    | 말레이시아     | 9      | 13     | 23     | 45   |
| 7    | 이라크         | 9      | 5      | 6      | 20   |
| 8    | 중화 타이베이  | 8      | 7      | 11     | 26   |
| 9    | 홍콩           | 5      | 9      | 14     | 28   |
| 10   | 아랍에미리트   | 4      | 6      | 1      | 11   |
| 11   | 베트남         | 3      | 4      | 10     | 17   |
| 12   | 요르단         | 3      | 0      | 2      | 5    |
| 13   | 파키스탄       | 2      | 1      | 1      | 4    |
| 14   | 인도네시아     | 1      | 5      | 5      | 11   |
| 15   | 인도           | 1      | 4      | 9      | 14   |
| 16   | 사우디아라비아 | 1      | 4      | 1      | 6    |
| 17   | 스리랑카       | 1      | 2      | 6      | 9    |
| 18   | 우즈베키스탄   | 1      | 2      | 3      | 6    |
| 19   | 브루나이       | 1      | 2      | 0      | 3    |
| 20   | 팔레스타인     | 1      | 0      | 1      | 2    |
| 21   | 필리핀         | 0      | 4      | 3      | 7    |
| 21   | 시리아         | 0      | 4      | 3      | 7    |
| 23   | 카자흐스탄     | 0      | 2      | 5      | 7    |
| 24   | 몽골           | 0      | 2      | 3      | 5    |
| 25   | 브루나이       | 0      | 2      | 2      | 4    |
| 26   | 쿠웨이트       | 0      | 1      | 2      | 3    |
| 27   | 레바논         | 0      | 1      | 1      | 2    |
| 28   | 싱가포르       | 0      | 0      | 4      | 4    |
| 29   | 투르크메니스탄 | 0      | 0      | 2      | 2    |
| 30   | 미얀마         | 0      | 0      | 1      | 1    |
| 30   | 카타르         | 0      | 0      | 1      | 1    |
| 합계 | 합계           | 341    | 338    | 341    | 1020 |

## 방송
- 대한민국 - KBS 1TV, KBS 2TV, KBS 24시 뉴스, MBC TV, SBS TV
- 중국 - CCTV
- 일본 - NHK, JNN, TBS

## 같이 보기
- 2010년 아시안 게임